# Penguin Books

Những cuốn tiểu thuyết đầu tiên của Penguin Books

Nhà xuất bản Penguin Books được Allen Lane thành lập năm 1935-1936.
Những sách đầu tiên có nhiều loại - mỗi loại có bìa màu riêng biệt: tiểu sử màu xanh dương đậm, tiểu thuyết màu cam, truyện tội phạm màu xanh lục. Những tác giả đầu tiên gồm có Ernest Hemingway, Eric Linklater và Agatha Christie. Mỗi cuốn sách thời đó chỉ có giá 6 xu, bằng giá một gói thuốc lá.